# 高原慈姑
高原慈姑（学名：Sagittaria altigena）为泽泻科慈姑属的植物，是中国的特有植物。分布在中国大陆的云南：东川等地，生长于海拔3,000米的地区，目前尚未由人工引种栽培。